# Iveco EuroStar
Iveco EuroStar  byl model těžkého nákladního automobilu vyráběný společností Iveco. V roce 1993 nahradil model Iveco TurboStar.

## Motory
Během výroby modelu EuroStar se montovaly různé motory. Nejprve byly k dispozici 3 motory splňující emisní normu Euro 2:
- 8460 6 - válec o objemu 9,5 l - 375 koní
- 8210 6 - válec o objemu 13,8 l - 420 koní
- 8280 8 - válec o objemu 17,2 l - 514 koní

Od roku 1995 se začal montovat nový motor 8210.42S 6 - válec o objemu 13,8 l a o výkonu 469 koní. Byl představen s použitím převodovky EuroTronic používající poloautomatický režim. V letech 1998-1999 dostala řada EuroStar nové motory Cursor (původně omezeno na motory Cursor 10, 10,3 l o výkonu 400 koní, později byla nabídka rozšířena na motory Cursor 13 s výkony 460 nebo 480 koní).

## Podvozek
EuroStar se vyráběl ve dvou a třínápravovém provedení jako tahač nebo podvozek s kabinou. Ten je určen zejména pro montáž valníkových, případně skříňových nebo chladírenských nástaveb. Konfigurace pohonu mohou být 4×2, 6×2 nebo 6×4. Celková hmotnost vozidla je od 18 do 26 tun, u soupravy tahače s návěsem maximálně 48 tun. Brzdy jsou vpředu kotoučové a vzadu bubnové s automatickým nastavováním. Součástí je systém ABS kombinovaný se systémem ASR.

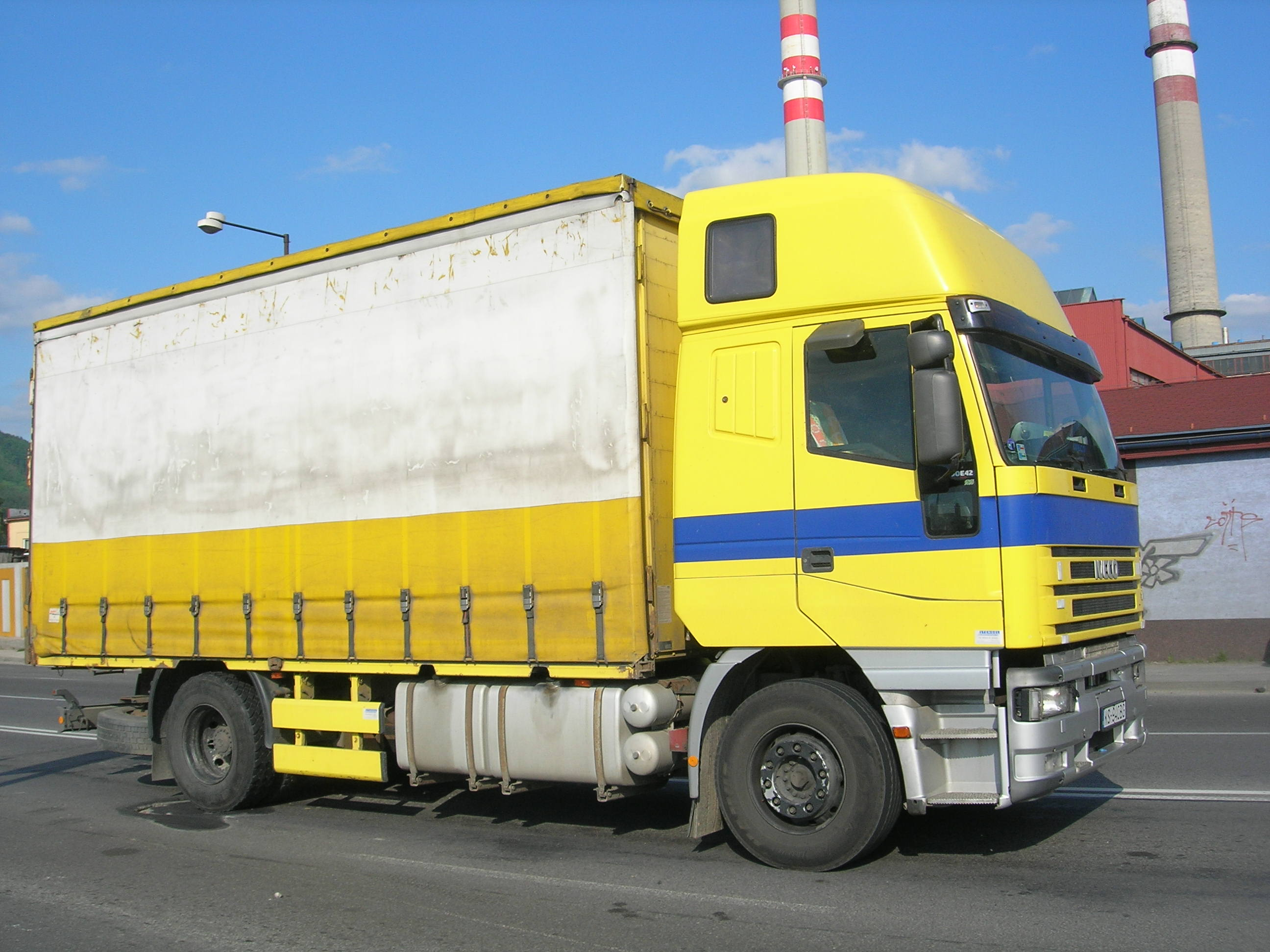
Iveco EuroStar valník
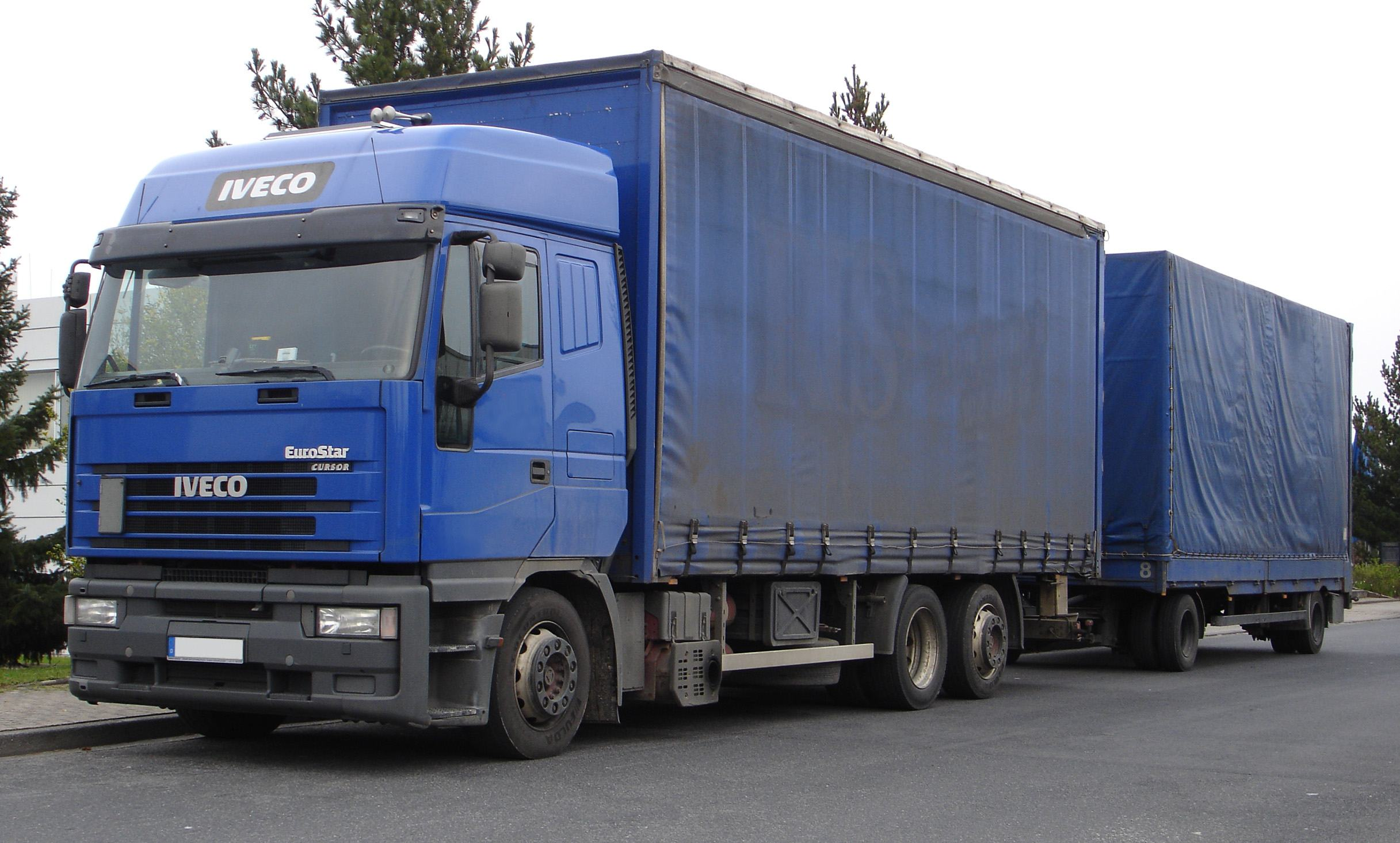
Iveco EuroStar s vlekem
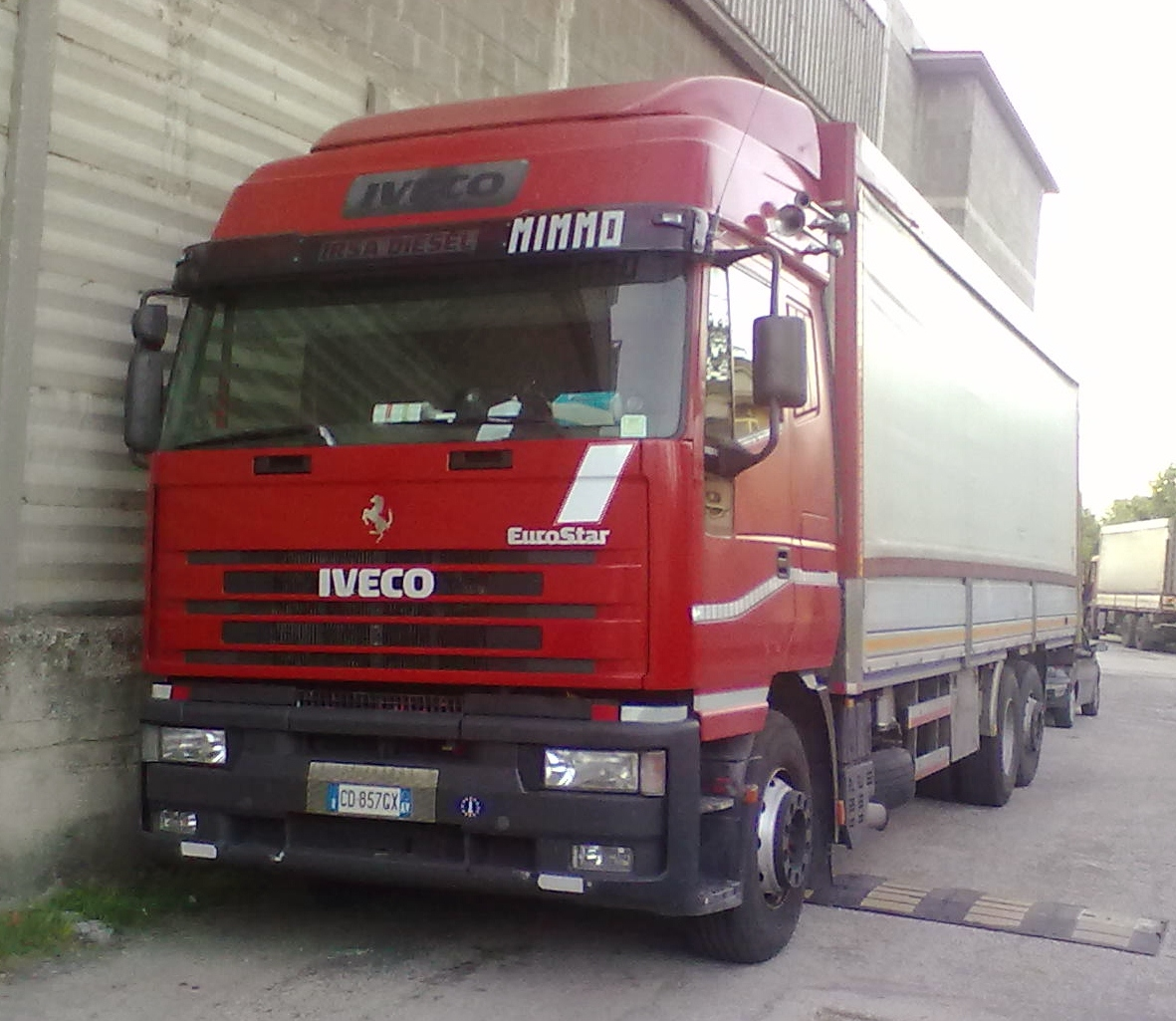
Iveco EuroStar